# Pieces (彩虹樂團單曲)
「Pieces」是L'Arc〜en〜Ciel的第16張單曲。1999年6月2日發行。

## 簡介
2張同步發行的原創專輯的先發單曲，L'Arc〜en〜Ciel的首張抒情單曲。
MV獲得1999年「SPACE SHOWER Music Video Awards 99」的「BEST VIDEO OF THE YEAR」大獎。
台灣有發行台壓版

## 收錄曲
1. Pieces
6th原創專輯『ark』收錄專輯版本。精選輯『Clicked Singles Best 13』則收錄單曲版本。
2. fate 〜fake fate mix〜
5th原創專輯『HEART』收錄曲「fate」的混音版。

## 收錄專輯
原創專輯
- 『ark』 (專輯版本)

精選輯
- 『Clicked Singles Best 13』
- 『The Best of L'Arc〜en〜Ciel 1998-2000』
- 『TWENITY 1997-1999』 (專輯版本)

混音專輯
- 『ectomorphed works』